# رود ابیتسو
رود ابیتسو (به لاتین: Obitsu River) یک رود در ژاپن است که در استان چیبا واقع شده‌است.